# Alfa szövetkezet (Kolozsvár)
A kolozsvári Alfa szövetkezet az első magyar diákszövetkezet volt Erdélyben (1937–1945?).
1937. augusztus 17-én alapította Kolozsváron 31 diák 1500 lej, azaz kb. 50 pengő tőkével. Mivel román fennhatóság alatt nem adhattak magyar nevet a szövetkezetnek, ezért választották az Alfa nevet; Erdély visszacsatolását követően a neve Akarat Szövetkezet lett. Célja a háziszőttes-mozgalom üzleti alapokon történő divatba hozása volt. Létrehozását ösztönözte és támogatta Puskás Lajos tanár, cserkészvezető, valamint a későbbi püspök Márton Áron is.
1938. november 31-ig a tagok száma 320-ra emelkedett, 1942-ben pedig már meghaladta az 1500-at. A tagok részvényjegyzésük ellenében készpénzes vásárlásaiknál bizonyos százalékú kedvezményben részesültek, továbbá a jegyzett részvényük összegének erejéig hitelre is vásárolhattak. A diákok maguk aktívan dolgoztak, ügynököltek, és ez tekintélyes jutalékot eredményezett számukra. A szövetkezet jelentősége – a gazdasági haszonszerzés mellett – az volt, hogy az egyetemi ifjúság gyakorlatot szerezhetett a kereskedelmi üzletvezetésben, egy szövetkezet létrehozásában és működtetésében. A szövetkezet emellett társadalmi tevékenységet is folytatott: diák-összejöveteleket, segélyakciókat és bálokat szervezett.